# 북조선인민위원회

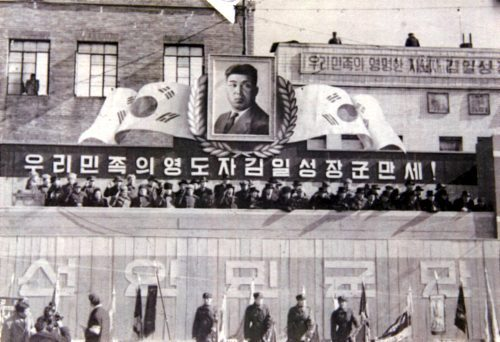
북조선인민위원회 때에 김일성 사진과 태극기

북조선인민위원회(北朝鮮人民委員會, 영어: People's Committee of North Korea)는 소련의 6개월 간의 군정이 끝나고, 조선민주주의인민공화국의 모태가 된 기관으로, 사실상의 정부로서 운영되었다.1945년 10월 10일 조선노동당을 만들었고 1947년 6월 29일 대한민국과 같은 애국가를 조선민주주의인민공화국의국가로 변경했다. 1948년 2월 8일 조선인민군을 만들었고 1948년 7월 10일부터는 태극기를 폐지했고 인공기로 교체했다.

## 역사
김일성이 이끄는 조선로동당에 의해 1946년 2월 9일에 38도선 이북 소군정 지역에 북조선림시인민위원회(北朝鮮臨時人民委員會)가 건설되었다. 임시인민위원회는 1946년 2월 9일에 조직하여 약 1년 동안 활동하였다. 위원장 김일성(金日成), 부위원장 김두봉(金枓奉), 서기장 강양욱(姜良煜) 외에 여러 부서의 국장을 두어 사실상의 정부조직이었다.
1946년 3월 8일부터 북조선림시인민위원회는 무상 몰수, 무상 분배하는 토지개혁과 전 산업을 당소유화 등을 단행하기도 했다. 이 후 남북한 지역 간에는 상호 접촉이 두절되었고, 각각의 사회 내에서 단독 정부 수립을 주장하는 단체들이 세력을 확장하고 있었다. 뿐만 아니라 미국, 소련 간에는 냉전으로 불리는 전세계적인 체제 경쟁이 형성되기 시작하였다.
1947년 2월 22일에 북조선인민위원회(北朝鮮人民委員會)로 개칭되었다.
이후 1948년 9월 9일 북조선인민위원회는 정식으로 조선민주주의인민공화국 정부로 개편되었다.

## 구성
행정부에 해당하는 인민위원회는 중앙에 중앙인민위원회와 지방에 지역인민위원회가 각각 존재했다. 지역인민위원회는 각 도별로 도 인민위원회가 있고, 시·군·구에는 각각 시·군·구의 인민위원회를 설치한다. 도의 인민위원회와 시·군·구의 인민위원회는 도와 시·군·구의 행정 활동을 감사, 감찰한다.

## 국기 교체
태극기는 1948년 7월 9일까지 사용했으며 7월 10일에 인공기로 교체하게 되었고 애국가를 교체하게 되었다. 이후에는 한반도 북쪽에는 영영 태극기를 찾을 수 없었으며 역사 속으로 사라지게 되었고 1948년 9월 9일에는 조선민주주의인민공화국이 수립되었다.

## 주요 사업
- 1946년 2월 8일: 북조선림시인민위원회 설립
- 1946년 3월 8일: 북조선 토지개혁
- 1946년 7월 30일: 북조선남녀평등권법령 발표
- 1946년 8월 10일: 전 산업 당소유화에 대한 법령 발표
- 1946년 11월 3일: 인민위원회 선거
- 1947년 2월 22일: 북조선인민위원회 설립
- 1948년 8월 25일: 조선최고인민회의 총선거
- 1948년 9월 9일: 조선민주주의인민공화국 창건, 김일성을 수상으로 함.

## 같이 보기
- 최고인민회의
- 대한민국 국회
- 일본 국회
- 재조선미육군사령부군정청
- 남조선로동당
- 북조선로동당